# Hopea apiculata
Hopea apiculata är en tvåhjärtbladig växtart som beskrevs av Symington. Hopea apiculata ingår i släktet Hopea och familjen Dipterocarpaceae. Inga underarter finns listade i Catalogue of Life.